# Klip fra Skjern under Besættelse og Befrielse
|  | Denne artikel er oprettet af botten Steenthbot ud fra en ekstern database. Den kan derfor have sproglige fejl eller mangler. Denne skabelon kan fjernes efter kontrol af indholdet. |

Klip fra Skjern under Besættelse og Befrielse er en dansk dokumentarisk optagelse fra 1945.

## Handling
Optagelser fra Skjern under besættelsen, filmet af den kendte lokalfotograf P. Th. Graversen. Størstedelen af materialet stammer fra "Skjern under Besættelse og Befrielse":

Tyskerne indtager Skjern den 9. april 1940.

Tyskerne mindes deres faldne tropper på "Heltemindedagen" i 1944.

Politibetjent Thomsen kommer hjem fra Frøslev.

Nogle få danskere er mødt op på banegården for at tage afsked med tyske soldater.

Forberedelse og udførelse af en jernbanesabotage (formentlig rekonstruktion).